# 莱巴科内站
莱巴科内站（法語：Gare des Baconnets）是法国的一个铁路车站，属于大区快铁B线B4支线。开通于1854年7月29日，位于上塞纳省安东尼。属于第四收费区（法語：Zone 4），1977年12月9日大区快铁B线开始使用本站。

## 图集

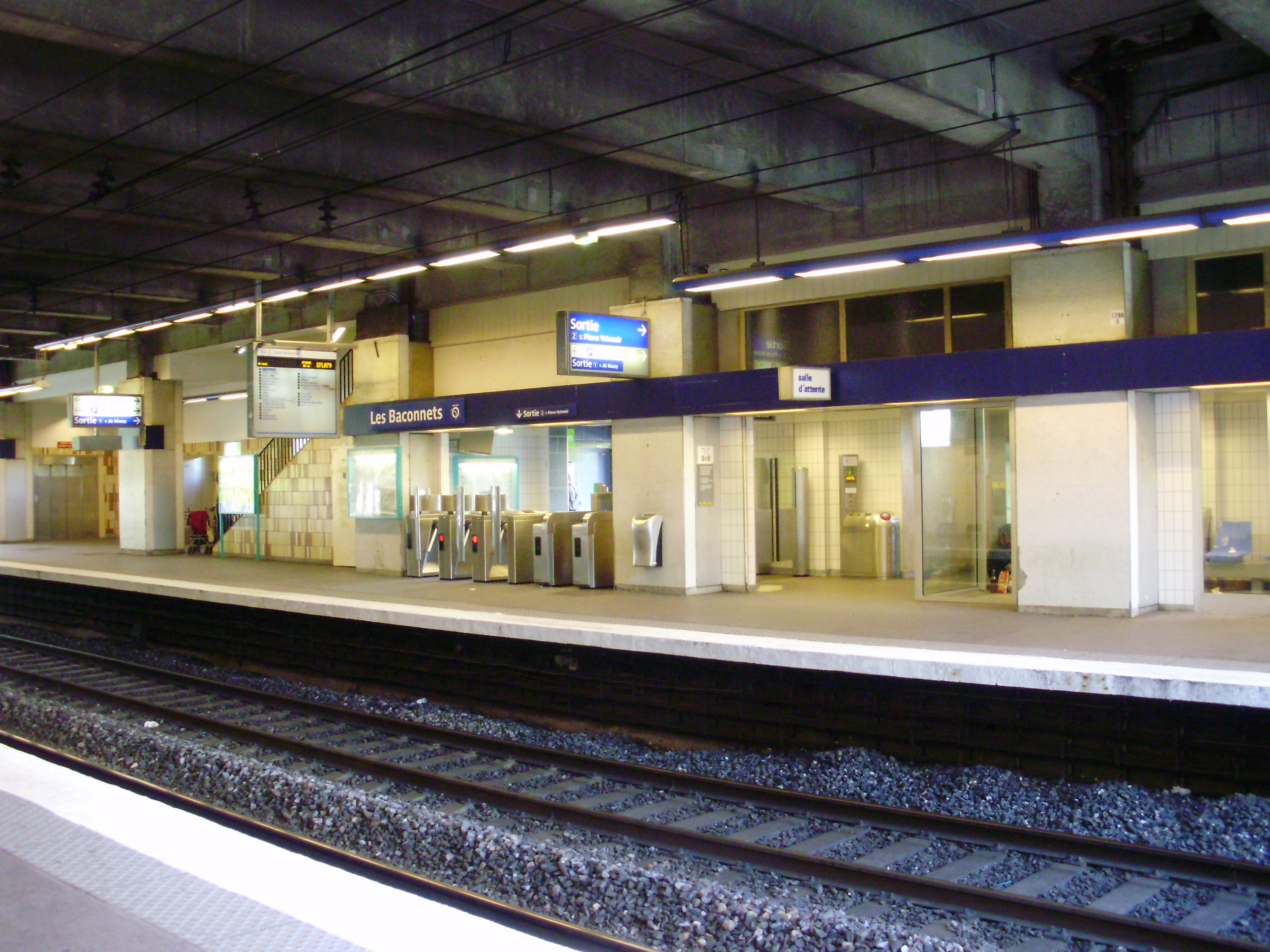
前往戴高乐机场2号航站楼站/米特里-克莱站的站台入口。
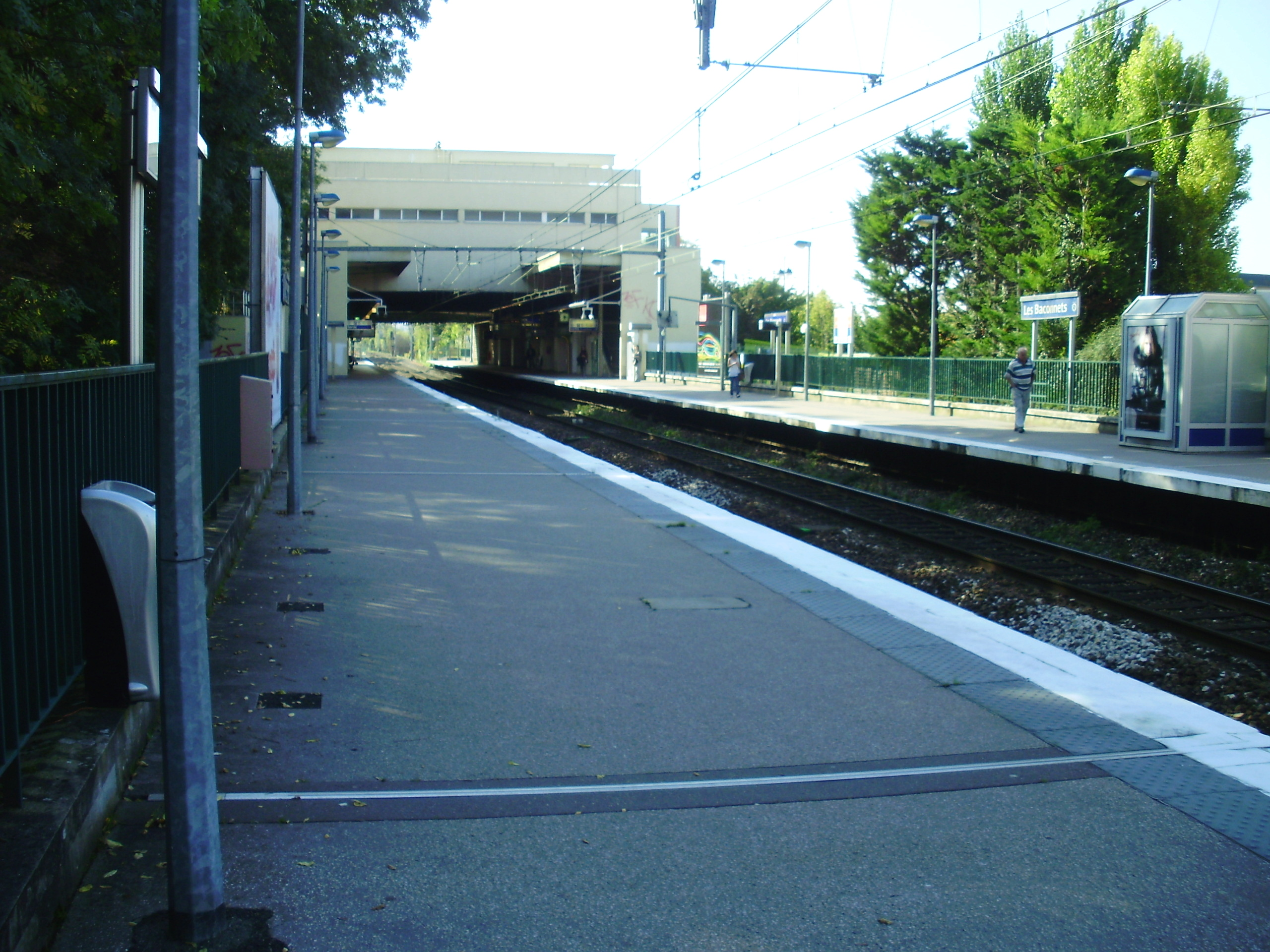
从此站月台后部望向圣雷米莱舍夫勒斯
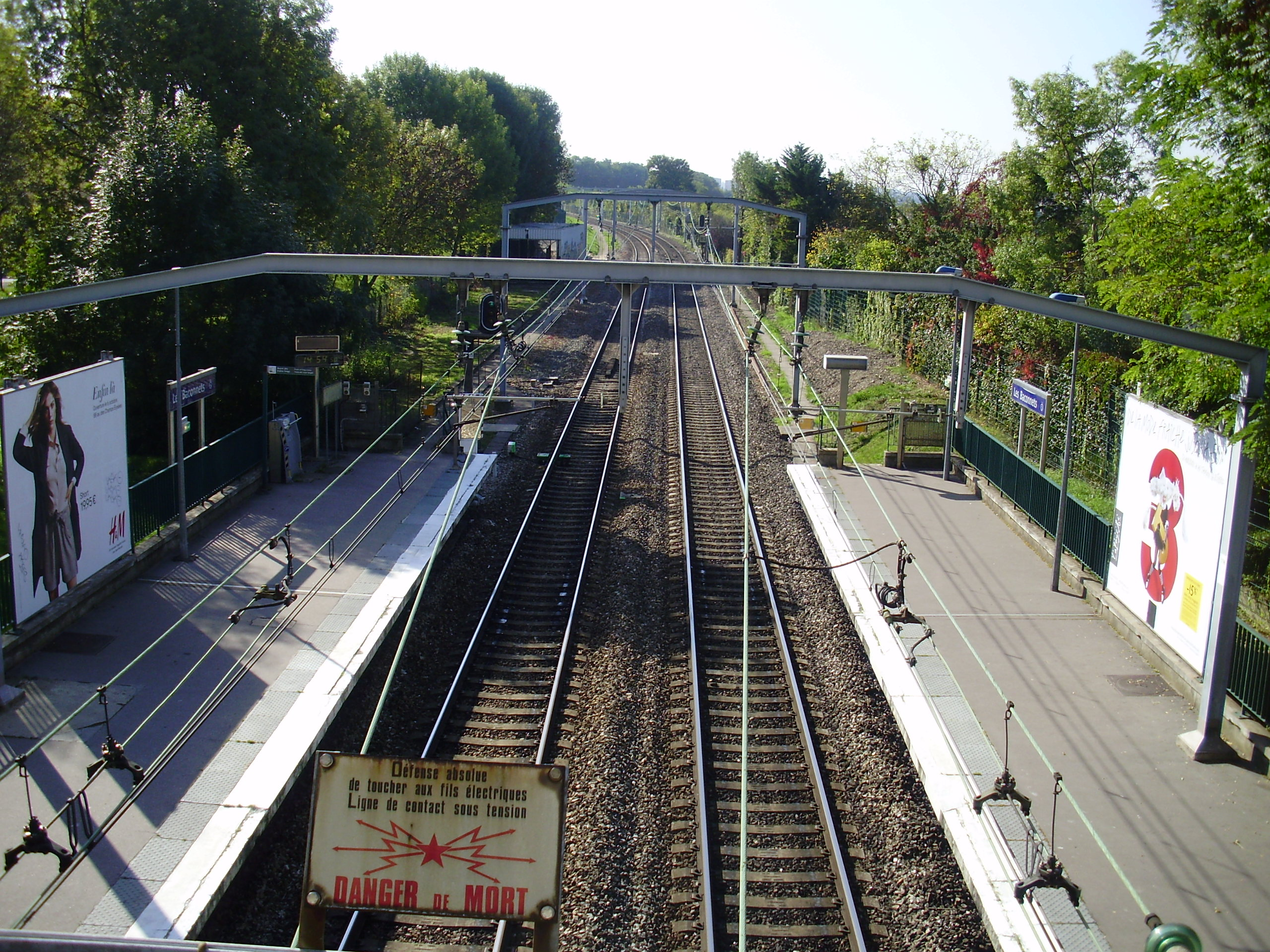
从车站大楼西南的莱加雷讷街（rue des Garennes）的桥上望向圣雷米莱舍夫勒斯
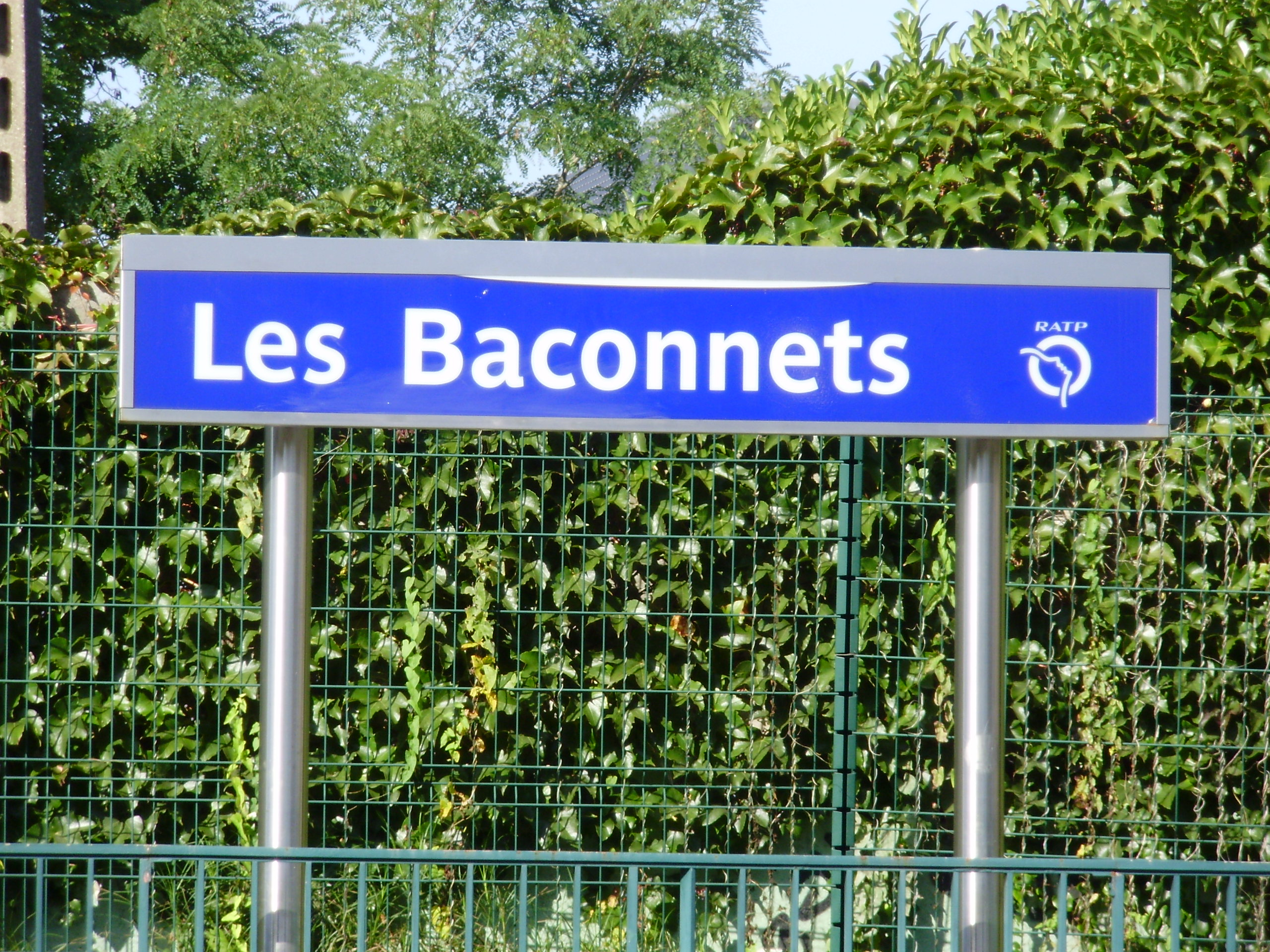
莱巴科内站的标志